# La Cruz (Huichapan)
La Cruz es una localidad de México localizada en el municipio de Huichapan en el estado de Hidalgo.

## Geografía
Se encuentra en la región geográfica del Valle del Mezquital. A la localidad le corresponden las coordenadas geográficas 20° 23’ 22.446” de latitud norte y 99° 45’ 39.284” de longitud oeste, con una altitud de 2150 m s. n. m.  Cuenta con un clima semiseco templado.
En cuanto a fisiografía se encuentra en la provincia del Eje Neovolcánico, dentro de la subprovincia de Llanuras y Sierras de Querétaro e Hidalgo; su terreno es de sierra. En lo que respecta a la hidrografía se encuentra posicionado en la región de Pánuco, dentro de la cuenca del río Moctezuma, en la subcuenca de río Tecozautla.

## Demografía
En 2020 registró una población de 580 personas, lo que corresponde al 1.22 % de la población municipal. De los cuales 277 son hombres y 303 son mujeres.
| Gráfica de evolución demográfica de La Cruz entre 1900 y 2020                                |
|                                                                                              |
| Población de los censos y conteos del Instituto Nacional de Estadística y Geografía (INEGI). |